# Glympis parvipuncta
Glympis parvipuncta là một loài bướm đêm trong họ Erebidae.